# Stordalen (naturreservat)
Stordalen är ett naturreservat och ett Natura 2000-skyddsområde norr om Stordalens hållplats vid Malmbanan och mellan E10:an och Torneträsk i Kiruna kommun. Reservatet, som inrättades år 1980, täcker en areal på 1 135 hektar, varav 10 procent är vattenareal. Området omfattar till stor del myrmarker och småsjöar med rikt fågelliv och enstaka sällsynta fågelarter.